# Erichthodes torva
Erichthodes torva är en fjärilsart som beskrevs av Gustav Weymer 1911. Erichthodes torva ingår i släktet Erichthodes och familjen praktfjärilar. Inga underarter finns listade i Catalogue of Life.